# Stenoscepa obscura
Stenoscepa obscura är en insektsart som först beskrevs av Kevan, D.K.M. 1962.  Stenoscepa obscura ingår i släktet Stenoscepa och familjen Pyrgomorphidae. Inga underarter finns listade i Catalogue of Life.